# Лефор, Энцо
Энцо Борис Лефор (фр. Enzo Boris Lefort, род. 29 сентября 1991 года, Кайенна, Гвиана, Франция) — французский фехтовальщик на рапирах, олимпийский чемпион 2020 года, трёхкратный чемпион мира, многократный чемпион Европы.

## Биография
Энцо Лефор родился 29 сентября 1991 года в городе Кайенна, который находится в заморском регионе Франции, департаменте Гвиана. Он начал заниматься фехтованием в 5 лет, чуть позже он перебрался в европейскую часть Франции для дальнейшего продолжения карьеры.
На предолимпийском чемпионате Европы 2012 года Энцо выиграл первую крупную медаль в своей карьере: он стал серебряным призёром в командном первенстве. Молодой французский фехтовальщик вошёл в состав сборной и выступил на Олимпийских играх в Лондоне. В личном первенстве он проиграл в первом раунде своему соотечественнику Эрванну Ле Пешу со счётом 9:15. А в командном первенстве Энцо в составе команды Франции проиграл в четвертьфинале американцам и занял лишь восьмое место.
Следующий год сложился для француза более успешно. На чемпионате мира он выиграл бронзовую медаль в командном первенстве.
2014 год стал для Энцо отличным. После триумфа на домашнем чемпионате Европы в командном первенстве, француз стал чемпионом мира в командной рапире. Более того, Энцо выиграл бронзовую медаль чемпионата мира в личном турнире.
В 2015 году сборная Франции снова выиграла командное первенство на чемпионате Европы, и Энцо стал двукратным чемпионом Европы.
В 2017 году Энцо стал чемпионом Европы в командных соревнованиях, а затем выиграл бронзовую медаль чемпионата мира.
В 2019 году француз впервые в карьере стал призёром чемпионата Европы в личном турнире, завоевав бронзовую награду, а через три дня выиграл четвёртый титул чемпиона континента в командных соревнованиях. Месяц спустя Энцо Лефор выиграл свою первую золотую награду на чемпионатах мира в индивидуальной рапире, а также занял второе место в командном первенстве.

## Лучшие результаты

### Олимпийские игры
- Серебро — Олимпийские игры 2016 (Рио-де-Жанейро, Бразилия) (команды)

### Чемпионаты мира
- Золото — чемпионат мира 2014 года (Казань, Россия) (команды)
- Золото — чемпионат мира 2019 года (Будапешт, Венгрия)
- Серебро — чемпионат мира 2019 года (Будапешт, Венгрия) (команды)
- Бронза — чемпионат мира 2013 года (Будапешт, Венгрия) (команды)
- Бронза — чемпионат мира 2014 года (Казань, Россия)
- Бронза — чемпионат мира 2017 года (Лейпциг, Германия) (команды)

### Чемпионаты Европы
- Золото — чемпионат Европы 2014 года (Страсбург, Франция) (команды)
- Золото — чемпионат Европы 2015 года (Монтрё, Швейцария) (команды)
- Золото — чемпионат Европы 2017 года (Тбилиси, Грузия) (команды)
- Золото — чемпионат Европы 2019 года (Дюссельдорф, Германия) (команды)
- Серебро — чемпионат Европы 2012 года (Леньяно, Италия) (команды)
- Бронза — чемпионат Европы 2019 года (Дюссельдорф, Германия)

## Награды и звания
30 ноября 2016 года было присвоено звание кавалера ордена «За заслуги».